# Planalto Bolaven

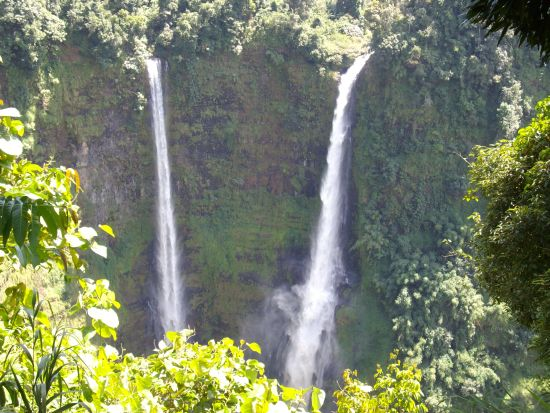
Cachoeira de Tad Fane, situada no Planalto Boloven. A água cai cerca de 120 m.

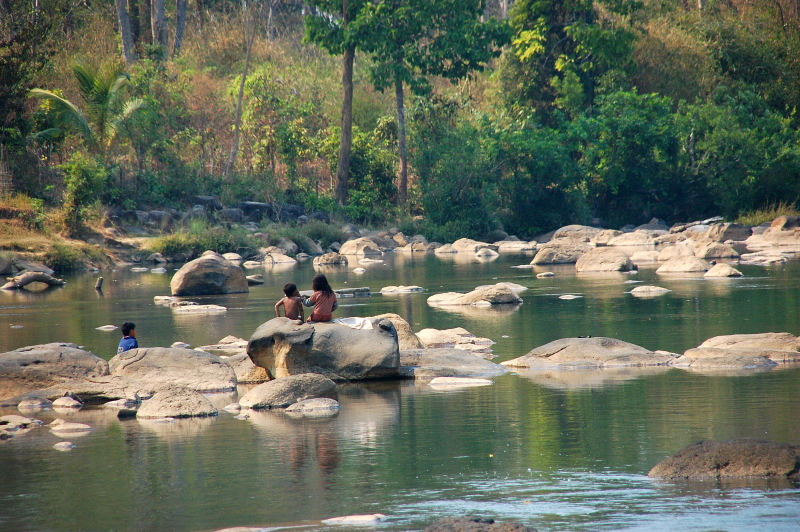
Tad Lo, Bolaven Planalto, Laos

O Planalto Bolaven é uma região elevada no sul do Laos, com aproximadamente 10 mil km2 . 

## Geografia
A maior parte do planalto está localizado dentro da  Província de Champassak no Laos, apesar das bordas do planalto também estão localizadas nas província de Sekong e  Attapeu. Está localizado entre a Cordilheira Annamite, ao longo do qual corre fronteira oriental do Laos com o Vietnã, e o Rio Mekong, a oeste. Elevação do planalto varia aproximadamente de 1.000 a 1.350 metros acima do nível do mar. O planalto é atravessada por vários rios e tem muitas  cachoeiras. O nome Bolaven faz referência ao  grupo étnico Laven que historicamente dominaram a região. No entanto, as migrações internas por parte do grupo étnico Lao (que compreende cerca de 40 a 50 por cento da população do Laos) resultou em casamentos interétnicos generalizados, e assim, modificou a composição étnica da região.

## Significado histórico
O Planalto Bolaven teve um papel importante na maior parte da história do Laos. Os três mais importantes períodos históricos, que afetaram a área são a colonização francesa da região, a revolta Phu Mi Bun, e a Guerra do Vietnã. Cada evento tem um efeito significativo sobre o planalto e dado a área seu próprio carácter único e importância.
Em 1893, os franceses primeiro anexaram os territórios anexados a leste do Rio Mekong e posteriormente, em 1904 e 1907, anexaram pequenas extensões de terra a oeste do Mekong.
Para o Planalto Bolaven, o período de colonização francesa no Laos é mais significativa devido as técnicas agrícolas adquiridos dos franceses pelos habitantes. De acordo com o "Dicionário Histórico", os franceses plantaram café e borracha, e o planalto tornou-se uma importante área agrícola com uma grande variedade de frutas e legumes, o que proporcionou uma melhoria nos rendimento da população.
O segundo período que ajuda a definir a história do Planalto é a revolta de Phu Mi Bun. A revolta eclodiu em 1901 e não foi suprimida até 1907. Foi uma rebelião das tribos Laos Theung (o Alak, Nyaheun e Laven) contra a dominação francesa. 
Por fim, o Planalto Bolaven sofreu muito durante a Guerra do Vietnã. O Planalto Bolaven foi um dos locais mais fortemente bombardeado na Segunda Guerra da Indochina. Controlar o Planalto Bolaven foi considerado estrategicamente vital para os americanos e norte vietnamitas, como evidenciado pela quantidade impressionante de UXO (engenhos explosivos não detonados) ainda existentes.

## Cultura
O grupo étnico predominante no Planalto Bolaven é o Laven, embora outros grupos étnicos Mon-Khmer residem na área, incluindo o Alak, Katu, Taoy, e Suay.

## Economia
As duas principais contribuintes económicos para a região são a produção agrícola e o turismo. Ambos contribuem grandemente para as receitas do planalto.
Os  franceses iniciaram a agricultura e outras técnicas agrícolas no Planalto Bolaven incluindo a produção de café, a borracha, e bananas no início do século XX. A influência inicial do francesa no planalto permaneceu tornando-a uma importante área agrícola em crescimento com uma grande variedade de frutas e vegetais, bem como outras culturas, tais como o cardamomo.  
No entanto, foi a introdução da produção de café pelos franceses que tem provado ser mais útil para a região.
Durante a colonização, os franceses introduziram a produção de "graos de alta qualidade, tanto de Arábica como de Robusta cepas.
O clima do Planalto com suas temperaturas mais baixas e chuvas abundantes torna o local perfeito para a produção de café. Atualmente, a colheita do café é de cerca de 15-20,000 toneladas por ano, 80% é de Robusta. Nos últimos 20 anos, várias agências de desenvolvimento e do governo do Laos têm incentivado os agricultores a introduzir plantas do cafe Arábica, por terem um maior rendimento no planalto.
A maioria das famílias agrícolas que compõem uma variedade de grupos minoritários são altamente dependentes da indústria do café como fonte de renda.
Além da produção de café, o Planalto Bolaven tornou-se um local de interesse entre os turistas.

## Turismo
O turismo tem conquistado uma no Planalto Bolaven por causa dos aspectos únicos da região.. Os lugares mais populares visitados pelos turistas são as cachoeiras da região, as aldeias das minorias étnicas e outras áreas geopolíticas de interesse.
A Província Bolaven tem inúmeras cachoeiras. As cachoeiras de "Taat Lo" cerca de 58 quilômetros a nordeste de Pakse são um destino popular.  
Outra cachoeira, no caminho entre Pakse e Paksong, é a cachoeira de "Taat Fang" (também conhecida como Dong Hua São), com uma espetacular queda de 120 metros, tornando-a mais alta cachoeira no Laos.
Além disso, outras atrações turísticas incluem as aldeias de minorias étnicas que se acostumaram a compartilhar sua cultura com os visitantes da região.